# Carcathiocerta
Carcathiocerta (en armenio: Կարկաթիոկերտ, Karkatiokert o Արկաթիակերտ, Arkatiakert; en griego antiguo: Καρκαθιόκερτα, Karkathiokerta) fue una ciudad en Sofene cerca del río Tigris. Se identifica con la ciudad moderna de Eğil.
Fue la capital de Sofene hasta que Arsames fundó la nueva capital de Arsamosata alrededor de 230 a. C. El rey seleúcida Antíoco IV Epífanes rebautizó la ciudad como Epifanía. Estrabón en su Geografía, lo llamó "la ciudad real de Sofene". Fue asignada a la provincia tardorromana de Mesopotamia. También fue conocida como nombres Artagigarta, Baras, Basileon Phrourion e Ingila.
Bajo el nombre de Ingila fue un obispado. Aunque actualmente ya no es sede de ningún obispo se conserva el nombre para una sede titular de la Iglesia católica.